# Robert Gordon Sproul
Robert Gordon Sproul (22 de maio de 1891 — 10 de setembro de 1975) foi décimo primeiro presidente da Universidade da Califórnia, cargo que serviu de 1930 até 1958.

## Biografias
Sproul nasceu na Califórnia em 1891, filho de Robert e Sarah Elizabeth Sproul. É o irmão mais velho do banqueiro Allan Sproul, que serviu como presidente do Federal Reserve de Nova York.
Uma importante contribuição durante sua administração de 28 anos foi a expansão de vários campus da Universidade para atender às demandas para a educação superior em partes amplamente separadas do Estado, mantendo ao mesmo tempo uma instituição governada por um Conselho de Representantes e um Presidente.
Sproul era um membro do Bohemian Club, e patrocinou a adesão do físico Ernest Lawrence, em 1932. O governador da Califórnia Earl Warren pediu ao seu ex-colega e membro da University of California Band em 1911, para colocar seu nome na nomeação para o cargo de presidente dos Estados Unidos na Convenção Nacional Republicana em 1948 em Filadélfia, Pensilvânia.
Sproul Hall e o Sproul Plaza no campus da Universidade da Califórnia em Berkeley, locais de inúmeros comícios políticos desde a década de 1930, são nomeados em sua homenagem. No campus da Universidade da Califórnia em Los Angeles, existem três residências nomeados em seu reconhecimento: são o Sproul Hall, Sproul Landing, e a Sproul Cove. Sproul Hall, no campus da Universidade da Califórnia em Riverside, que abriga o Departamento de Economia e a Graduate School of Education, são nomeados em sua homenagem. Além disso, um navio de pesquisa utilizado pelo Scripps Institution of Oceanography da Universidade da Califórnia em San Diego, é nomeado em sua memória. Com nove andares, o UC Davis Sproul Hall é o edifício mais alto do Condado de Yolo.